# Ralph Stalre
Ralph Stalre (* um 1010; † 1069/70) war ein Adliger im angelsächsischen und im normannischen England, zudem Seigneur de Gaël in der Bretagne.

## Leben
Ralph Stalre tritt wohl um 1031/32 erstmals in Urkunden des Herzogs Alain III. von Bretagne auf, wo er als Radulphus Anglicus bezeichnet wird. Er besaß weite Ländereien in Norfolk und Suffolk, wobei unklar ist, ob er sie durch eine königliche Belehnung oder aus dem Erbe seiner Frau erhielt.
Seine Herkunft und seine Verbindungen zu England und der Bretagne sind unklar. Obwohl er vor 1066 eindeutig in England lebte, war sein Name Ralph (Radulphus, Raoul) kontinental und nicht englisch. Die Angelsächsische Chronik stellt ihn seiner namenlosen Frau gegenüber, die sie als Bretonin beschreibt, und gibt an, dass er in Norfolk geboren wurde, während sowohl der normannische Schriftsteller Wilhelm von Malmesbury, als auch die Chronik der Abtei Saint-Riquier (Chronicon Centulense) in Frankreich, wo er eine Schenkung machte, ihn als Bretone bezeichnen. Moderne Historiker wie Ann Williams vermuten, dass sein Vater mit Emma von der Normandie nach England kam, als sie 1002 Æthelred heiratete; sie vermutet, dass seine Mutter Engländerin war, was die im Domesday Book erwähnten Verwandten mit angelsächsischen Namen erklären würde. Katherine Keats Rohan vermutet in ihm einen Neffen von Raoul, Bischof von Aleth um 990.
Ralph war Teil des Hofes von König Eduard dem Bekenner und wird manchmal als Squire bezeichnet, ein allgemeiner Titel für wichtige Mitglieder des königlichen Hofes zu dieser Zeit, auch wird er als Dapifer genannt. Unter König Edward trug er den Titel eines Stalre, dessen Bedeutung in der Forschung allerdings umstritten ist.
Er wird als Zeuge von Urkunden erwähnt, 1053/55 in einer Urkunde zwischen Earl Leofric von Mercia und seiner Ehefrau, Lady Godiva, die ein Kloster in Stow, St. Mary in Lincolnshire stiftete, und 1060 als Dapifer König Eduards. Ralph war Patron der Abtei Saint-Riquier in der Grafschaft Ponthieu und auch Patron der Abtei St. Benet de Holme in Norfolk.
Er überstand die normannische Eroberung Englands von 1066 und gewann die Gunst von Wilhelm dem Eroberer, der ihn zu Beginn seiner Herrschaft, wohl 1067 zum Earl of East Anglia als Nachfolger von Gyrth Godwinson machte.
Aus seiner Ehe hatte er mehrere Kinder, darunter seinen Erben Ralph de Gaël/Ralph Guader und Hardouin/Hardwin, der 1066 zuletzt bezeugt ist. Es wird auch angenommen, dass er mit Hereward the Wake verwandt ist, der Verbindungen zur Abtei Peterborough in Norfolk und zu Abt Brand hatte.